# داء الدودة الفتاكة
داء الدودة الفتاكة (بالإنجليزية: Necatoriasis)‏ هو الداء الذي ينتج عن الإصابة بالدودة الشصية الفتاكة.